# Aprendizagem mecânica

Um programa de flashcards (Anki)

A aprendizagem mecânica, aprendizagem por repetição, aprendizagem por memorização ou ainda rote learning, é uma técnica de memorização baseada na repetição. O método se baseia na premissa de que a recordação de conteúdo repetido se torna mais rápida conforme a quantidade de repetições. Algumas das alternativas à aprendizagem mecânica incluem a aprendizagem significativa, a aprendizagem associativa, a repetição espaçada e a aprendizagem ativa.

## Comparação com o pensamento crítico
A aprendizagem mecânica é amplamente utilizada no domínio do conhecimento básico. Exemplos de tópicos escolares em que a aprendizagem mecânica é usada com frequência incluem fonética na leitura, tabela periódica em química, tabuadas de multiplicação em matemática, anatomia em medicina, casos ou estatutos em direito, fórmulas básicas em qualquer ciência, etc. Por definição, a aprendizagem mecânica evita a compreensão, portanto, por si só, é uma ferramenta ineficaz para dominar qualquer assunto complexo em um nível avançado. Por exemplo, uma ilustração da aprendizagem mecânica pode ser observada na preparação rápida para exames, uma técnica que pode ser chamada coloquialmente de "cramming".

A aprendizagem mecânica é, às vezes, depreciada com os termos pejorativos "decoreba", "empinanço" ou "cramming", pois quem pratica a aprendizagem mecânica pode ter uma impressão errada de ter entendido o que escreveu ou disse. Isso é fortemente desencorajado por muitos novos padrões curriculares. Por exemplo, os padrões de ciências e matemática nos Estados Unidos enfatizam especificamente a importância da compreensão profunda em relação à mera memorização de fatos, vista como menos importante. O Conselho Nacional de Professores de Matemática declarou:
Mais do que nunca, a matemática deve incluir o domínio de conceitos em vez da mera memorização e do cumprimento de procedimentos. Mais do que nunca, a matemática escolar deve incluir a compreensão de como usar a tecnologia para chegar a soluções significativas para os problemas, em vez da atenção interminável ao tédio computacional cada vez mais ultrapassado.
No entanto, os defensores do ensino tradicional criticaram os novos padrões americanos por negligenciarem o aprendizado de fatos básicos e aritmética fundamental e por substituírem o conteúdo por habilidades baseadas em processos. Em matemática e ciências, os métodos mecânicos são frequentemente usados, por exemplo, para memorizar fórmulas. Há maior compreensão quando os alunos memorizam uma fórmula por meio de exercícios que a utilizam, em vez de repetição mecânica da fórmula. Os padrões mais recentes geralmente recomendam que os alunos deduzam as fórmulas por conta própria para obter o melhor entendimento. Nada é mais rápido do que a aprendizagem mecânica se uma fórmula precisa ser aprendida rapidamente para um teste iminente, e os métodos mecânicos podem ser úteis para memorizar um fato compreendido. No entanto, os alunos que aprendem com compreensão são capazes de transferir seus conhecimentos para tarefas que exigem a resolução de problemas com mais sucesso do que aqueles que aprendem apenas por memorização.
Por outro lado, aqueles que discordam da filosofia baseada na investigação sustentam que os alunos devem primeiro desenvolver habilidades computacionais antes de compreender os conceitos da matemática. Essas pessoas argumentam que é melhor dedicar tempo à prática das habilidades do que às investigações, inventando alternativas ou justificando mais de uma resposta, ou método correto. Nessa visão, a estimativa de respostas é insuficiente e, de fato, é considerada dependente de habilidades básicas sólidas. O aprendizado de conceitos abstratos de matemática é percebido como dependente de uma base sólida de conhecimento das ferramentas da disciplina. Portanto, essas pessoas acreditam que a aprendizagem mecânica é uma parte importante do processo de aprendizagem.

## Na ciência da computação
A aprendizagem mecânica também é usada para descrever um padrão de aprendizagem simples usado na aprendizagem de máquinas, embora não envolva repetição, ao contrário do significado comum de aprendizagem mecânica. A máquina é programada para manter um histórico de cálculos e comparar novas entradas com seu histórico de entradas e saídas, recuperando a saída armazenada, se houver. Esse padrão exige que a máquina possa ser modelada como uma função pura - sempre produzindo o mesmo resultado para a mesma entrada - e pode ser formalmente descrita da seguinte forma:
f({\displaystyle \ x_{1},x_{2},...,x_{n}}) → ({\displaystyle \ y_{1},y_{2},...,y_{p}})  → armazenar (({\displaystyle \ x_{1},x_{2},...,x_{n}}),({\displaystyle \ y_{1},y_{2},...,y_{p}}))
A aprendizagem mecânica foi usada pelo Game of Checkers de Samuel em um IBM 701, um marco no uso da inteligência artificial.

## Métodos de aprendizado escolar
Flashcards, esboços e técnicas mnemônicas são ferramentas tradicionais para a memorização de conteúdo e são exemplos de aprendizagem mecânica.